# Сафоново (Мурманская область)
Сафоново — посёлок городского типа в Мурманской области России. Входит в городской округ ЗАТО Североморск. Население — 5255 жителей (перепись 2010). Назван в честь дважды Героя Советского Союза Бориса Сафонова.

## История
Впервые упоминание о поселении на этом месте встречается более чем 100 лет назад. Относительно крупное поселении в Губе Грязной (таково и первоначальное название посёлка) было образовано после завершения оборудования на берегу Кольского залива аэродрома морской авиации Северного флота в 1936 году. С этого времени история посёлка неразрывно связана с историей военно-воздушных сил Северного флота.
В предвоенные годы в посёлке строятся несколько каменных административных зданий и четырёхэтажных жилых домов. Но большинство жителей посёлка проживали в бараках (последние бараки были снесены в конце 1980-х годов) и землянках. В это же время в посёлке строится школа, в которой в годы войны располагался военный госпиталь. Здание этой школы снесено в 1990-х годах. Первый многоэтажный благоустроенный жилой дом со всеми удобствами и лифтом появился в посёлке в конце 1970-х годов.
15 июля 1954 года Указом Президиума Верховного Совета РСФСР № 745/3 населённый пункт Губа Грязная был переименован в посёлок Сафоново в честь прославленного лётчика-североморца, командира 2-го Гвардейского Краснознамённого авиационного полка ВВС СФ, дважды Героя Советского Союза Б. Ф. Сафонова.
26 ноября 1996 года в соответствии с Указом Президента РФ № 1606 «О преобразовании г. Североморска Мурманской области в закрытое административно-территориальное образование» посёлок Сафоново вошёл в состав ЗАТО Североморск.
В настоящее время в посёлке три улицы. Улица Преображенского названа в честь Героя Советского Союза Е. Н. Преображенского, который был начальником штаба (1943—1944), а затем и командующим (1944—1945) военно-воздушными силами Северного флота. Улица Вербицкого названа в честь Героя Советского Союза М. К. Вербицкого, командира звена 118-го отдельного разведывательного авиационного полка авиации Северного флота, погибшего в 1944 году и навечно зачисленного в списки одной из воинских частей Северного флота. Улица Школьная получила своё название в связи с тем, что на ней расположена школа.
В посёлке Сафоново действует средняя общеобразовательная школа № 2, детская музыкальная школа (в 2010 году преобразована в детскую школу искусств), дом офицеров, музей ВВС СФ.

## Население
| 1970  | 1979  | 1989  | 2002  | 2009  | 2010  | 2012  |
| ----- | ----- | ----- | ----- | ----- | ----- | ----- |
| 4738  | ↗6033 | ↗7661 | ↘4853 | ↗5421 | ↘5255 | ↗5289 |
| 2013  | 2014  | 2015  | 2016  | 2017  | 2018  | 2019  |
| ↘5188 | ↘5109 | ↗5246 | ↗5287 | ↗5574 | ↗5666 | ↗5736 |
| 2020  | 2021  | 2023  |       |       |       |       |
| ↘5726 | ↘4305 | ↘4255 |       |       |       |       |

Численность населения, проживающего на территории населённого пункта, по данным Всероссийской переписи населения 2010 года составляет 5255 человек, из них 2625 мужчин (50 %) и 2630 женщин (50 %).

## Основные достопримечательности
- Бюст дважды Героя Советского Союза Б. Ф. Сафонова — установлен при въезде в посёлок 16 сентября 1961 года.
- Аллея Героев — открыта 29 октября 1968 года. На Аллее Героев установлено 54 бюста авиаторов-североморцев Героев Советского Союза, в том числе 53 бюста — лётчикам, удостоенным этого звания в годы Великой Отечественной войны, а 54-й бюст — Ю. А. Гагарину, служившему в частях ВВС СФ в 1957—1960-х годах. В центре Аллеи Героев памятник В. И. Ленину.

- Самолёт Бе-6 — установлен на острове Большой Грязный в Кольском заливе в октябре 1968 года в честь 50-летия ВЛКСМ, напротив аэродрома для гидросамолётов, где в 1976 году был открыт музей ВВС СФ. Самолёт нуждается в срочной реставрации.
- Памятный знак «Неизвестному лётчику» — открыт 8 мая 1982 года. В обнаруженном в тундре самолёте Ил-4 поисковой группой военно-воздушных сил Северного флота были найдены останки неизвестного летчика, захоронение которых состоялось в посёлке Сафоново. На могиле летчика и был установлен этот памятный знак.
- Мемориал авиаторам-североморцам, погибшим в море в 1941—1945 годах — открыт 17 августа 1986 года.
- Самолёт МиГ-31 имени дважды Героя Советского Союза Б. Ф. Сафонова — открыт 19 августа 2006 года, в день празднования 70-летия военно-воздушных сил Северного флота.
- Музей военно-воздушных сил Северного флота — торжественное открытие музея состоялось 20 августа 1976 года. Музей создан руками авиаторов-североморцев.
- Поляна сказок — детский сказочный городок, построенный авиаторами-североморцами на рубеже 1970—1980-х годов. Посетителей встречала Баба Яга и другие герои русских народных сказок, Бригантина под алыми парусами, сказочный теремок, избушка на курьих ножках. У ручья пригорюнившись сидела Алёнушка. К 2008 году сказочный городок практически уничтожен, но на данный момент ведется его восстановление.